# Crocus sieheanus
Crocus sieheanus là một loài thực vật có hoa trong họ Diên vĩ. Loài này được Barr ex B.L.Burtt miêu tả khoa học đầu tiên năm 1938.